# كين كورتيس
كين كورتيس (بالإنجليزية: Ken Curtis)‏ مواليد 02 يوليو 1916 في لامار، الولايات المتحدة - الوفاة 28 أبريل 1991 في فريسنو، الولايات المتحدة، هو ممثل أمريكي بدأ مسيرته الفنية سنة 1941. امتدت مسيرته الفنية لأكثر من 50 عاما.

## الأعمال
- الرجل الهادىء
- السيد روبرتس
- الباحثون
- آلامو
- كيف غلب الغرب
- خريف قبيلة شايان
- روبن هود

## روابط خارجية
- كين كورتيس على موقع IMDb (الإنجليزية)
- كين كورتيس على موقع ميوزك برينز (الإنجليزية)
- كين كورتيس على موقع أول موفي (الإنجليزية)
- كين كورتيس على موقع قاعدة بيانات الأفلام السويدية (السويدية)
- كين كورتيس على موقع إن إن دي بي (الإنجليزية)
- كين كورتيس على موقع ديسكوغز (الإنجليزية)
- كين كورتيس على موقع قاعدة بيانات الفيلم (الإنجليزية)